# Phascolosoma fasciolatum
Phascolosoma fasciolatum är en stjärnmaskart som först beskrevs av Baird 1835.  Phascolosoma fasciolatum ingår i släktet Phascolosoma och familjen Phascolosomatidae. Inga underarter finns listade i Catalogue of Life.